# Mastigoproctus scabrosus
Espèce
Synonymes
- Mastigoproctus giganteus scabrosus Pocock, 1902

Mastigoproctus scabrosus est une espèce d'uropyges de la famille des Thelyphonidae.

## Distribution
Cette espèce est endémique du Mexique. Elle se rencontre en Oaxaca et au Veracruz.

## Description
Les mâles mesurent jusqu'à 73,7 mm et les femelles jusqu'à 64,2 mm.

## Publication originale
- Pocock, 1902 : Arachnida : Scorpiones, Pedipalpi, and Solifugae. Biologia Centrali-Americana, p. 1-71 (texte intégral).